# Триера
Триера или трирема (на латински: triremis, от tres, tria – 3, и remus – весло – трирема; на гръцки: Τριήρεις – триера) се нарича типичният боен кораб от класическата епоха в Античността, с 3 реда гребци, разположени един над друг в шахматен ред.

## Строеж и функциониране
Корабите се строят от определени видове дървесина – ела, кипарис, кедър и бук. Източници на дървен материал са Македония, Тракия, Северна Мала Азия и Ливан, откъдето гърците внасят изключително ценния кедър. Корпусът на триерата е дълъг 30 – 35 метра и широк 6 метра. Водоизместимостта на съда е над 200 тона, максималният брой на екипажа около 200 души, от които 170 са гребци (62 на горния ред, 54 на средния и 54 на долния ред), 10 до 20 матроса (включително офицерите) и 10 войника за обстрелване на противника със стрели и копия, както и при абордаж. При флоти на други държави като например римската, битката при абордаж има по-голямо значение и затова се използват повече войници. Формата на триерата зависи от предпочитаната тактика. За целта са изработвани и по-бавни и по-широки кораби за транспорт на войски и коне. В някои случаи тиремите са снабдени с платна в помощ на гребците. Корабите са снабдени с дървен клюн, понякога обкован с мед или бронз, с който се нанася удар по противниковите кораби. Той е с тегло около 200 кг., може да плава и след битката може да бъде прибран и използван отново. Дълбочината на газене на триерата достига 1 метър, а максималната ѝ скорост е около 11 км в час.
Трите реда гребци се наричат от горе надолу транити, зевгити и таламити. Зевгитите сядат на напречните греди (зевги) на кораба, откъдето идва и названието им. Транитите сядат на около 0,60 м. по-високо, на пейка наречена транос. Таламитите сядат под зевгитите около 0,90 м. по-ниско, в трюма наречен таламос. Поради редица причини триерата не може да бъде използвана в открито море:
- Леката конструкция и ниско разположеният борд я прави неустойчива към бурните води.
- Съотношението между големината на кораба и теглото му и много големия екипаж изисква при дълги пътувания много питейна вода и хранителни запаси, за съхранението на които няма достатъчно складови помещавия.
- Центърът на тежестта на триерата лежи високо над нивото на водата.

Леката конструкция и ниският борд дават възможност при необходимост да се преодолее преграда на входа на пристанище като една част от екипажа премине в задната част на кораба и със собственото си тегло да повдигнат предната част.

## История
Смята се, че първите кораби от този тип се появяват във Финикия и към V в. пр. Хр. се разпространяват във флотилиите на другите средиземноморски страни. Според историческите извори, първите триери в елинския свят са построени в Древен Коринт. Триерата е разработена на основата на диерата (притежаваща два реда гребци), с идеята да се увеличи скоростта на движение. При тогава съществуващата тактика на борба кораб срещу кораб и унищожаването на противника чрез таран, ефективността се повишава с увеличаването на скоростта. Херодот съобщава за триремите във флотите през VI век преди новата ера.  
През класическия период най-силен и многоброен флот притежава Древна Атина. Екипажът на атинската триера се състои от 170 гребци – 62 транити, 54 зевгити и 54 таламити. Командир на кораба – триерарх - обикновено е заможен гражданин, осигурил със собствени средства строежа и екипирането на триерата. Негови помощници са лоцманът, офицерът на „носа“ и началникът на гребците. Тактът на гребане се отмерва от музикант с флейта. Екипажът обикновено включва още 7 – 10 моряци и около 15 – 20 стрелци и хоплити.

### Конструкция
Конструкцията на триерата се различава от тази на модерните водоплаващи средства. Изграждането на една триераа е изисквало около 6000 човекодни за завършването. В древността практиката е била първо да се изгради първо външния корпус и след това ребрата. Материалът за изработка на колабите е бил основно ела, бор или кедър. 